# 산카타 보이스 SC
산카타 보이스 SC는 네팔의 축구단이다. 현재 마티어스 메모리얼 A 디비전 리그에 참가하고 있다.

## 우승
- 마티어스 메모리얼 A 디비전 리그: 1980, 1983, 1985
- 마티어스 메모리얼 B 디비전 리그: 1958, 2011
- 트리부반 챌린지 실드: 1979
- 시마라 골드컵: 2017

틀:마티어스 메모리얼 A 디비전 리그